# Szingapúr az 1960. évi nyári olimpiai játékokon
Szingapúr az olaszországi Rómában megrendezett 1960. évi nyári olimpiai játékok egyik részt vevő nemzete volt. Az országot az olimpián 3 sportágban 5 sportoló képviselte, akik összesen 1 érmet szereztek.

## Érmesek
| Érem  | Versenyző      | Sportág    | Versenyszám |
| ----- | -------------- | ---------- | ----------- |
| Ezüst | Tan Howe Liang | Súlyemelés | 67,5 kg     |

## Sportlövészet
Férfi
| Versenyző   | Versenyszám    | Selejtező | Selejtező | Selejtező | Döntő   | Döntő    |
| Versenyző   | Versenyszám    | Csoport   | Pont      | Helyezés  | Pont    | Helyezés |
| ----------- | -------------- | --------- | --------- | --------- | ------- | -------- |
| Kok Kum Woh | Szabadpisztoly | B         | 325       | 30.       | kiesett | 58.      |

## Súlyemelés
| Versenyző      | Versenyszám | Nyomás   | Nyomás   | Szakítás | Szakítás | Lökés    | Lökés    | Összesen | Helyezés |
| Versenyző      | Versenyszám | Eredmény | Helyezés | Eredmény | Helyezés | Eredmény | Helyezés | Összesen | Helyezés |
| -------------- | ----------- | -------- | -------- | -------- | -------- | -------- | -------- | -------- | -------- |
| Tan Howe Liang | 67,5 kg     | 115,0    | =4.      | 110,0    | =5.      | 155,0    | 1.       | 380,0    |          |

## Vitorlázás
Nyílt
| Versenyző                             | Versenyszám | Futam | Futam | Futam | Futam | Futam | Futam | Futam | Pontszám | Helyezés |
| Versenyző                             | Versenyszám | 1     | 2     | 3     | 4     | 5     | 6     | 7     | Pontszám | Helyezés |
| ------------------------------------- | ----------- | ----- | ----- | ----- | ----- | ----- | ----- | ----- | -------- | -------- |
| James Cooke Thomas Durcan Ned Holiday | Sárkányhajó | 152   | 152   | 134   | (117) | 134   | 277   | 210   | 1059     | 25.      |